# Comme un oiseau sur la branche
Pour plus de détails, voir Fiche technique et Distribution.
Comme un oiseau sur la branche (Bird on a Wire) est un film américain réalisé par John Badham, sorti en 1990.

## Synopsis
Rick Jarmin fait partie du programme de protection de témoins, qui l'oblige à changer d'endroit et d'identité, après avoir témoigné contre deux agents fédéraux corrompus, Diggs et Sorenson, quinze ans auparavant après un trafic de drogue qui a mal tourné auquel les trois hommes avaient participé : l'ami de Jarmin ayant été tué et seul Sorenson fut arrêté et purge une peine dans un pénitencier.
Mais quinze ans plus tard, garagiste dans une station-service de Détroit, il appelle le remplaçant de son contact au FBI car il craint qu'une personne ait « grillé » sa couverture : en effet, son amour de jeunesse Marianne Graves, avocate de passage dans la ville, le croise par hasard, alors qu'elle le croyait mort. Bien qu'il nie être Rick Jarmin, Marianne a des doutes. De plus, son contact, de connivence avec Sorenson, qui vient de sortir de prison, et Diggs, les met sur sa piste afin de l'éliminer pour qu'il puisse organiser une transaction avec des trafiquants colombiens.
Les deux hommes provoquent une fusillade dans la station-service, qui coûte la vie au patron de l'établissement, mais Jarmin parvient à s'échapper grâce à Marianne, garée en face du lieu de la fusillade, qui par la suite découvre la vérité sur son ancien petit ami. S'ensuit une folle course à travers le centre des États-Unis.

## Fiche technique
Sauf indication contraire, les informations mentionnées dans cette section peuvent être confirmées par la base de données cinématographiques IMDb,  présente dans la section « Liens externes ».
- Titre français : Comme un oiseau sur la branche
- Titre original : Bird on a Wire
- Titre québécois : Le délateur
- Réalisation : John Badham
- Scénario : David Seltzer, Louis Venosta et Eric Lerner, d'après une histoire de Louis Venosta et Eric Lerner
- Musique : Hans Zimmer
- Directeur de la photographie : Robert Primes
- Montage : Frank Morriss et Dallas Puett (de)
- Distribution des rôles : Lynne Carrow, Mike Fenton, Lynda Gordon et Judy Taylor
- Création des décors : Philip Harrison
- Direction artistique : Richard Hudolin
- Décorateur de plateau : Rose Marie McSherry
- Création des costumes : Eduardo Castro et Wayne A. Finkelman
- Producteur : Rob Cohen

Coproducteurs : Fitch Cady, Eric Lerner et Louis Venosta
Producteurs délégués : Robert W. Cort (en) et Ted Field
Producteurs associés : Dana Satler Hankins et Keith Rubinstein
- Sociétés de production : Interscope Communications et The Badham-Cohen Group
- Sociétés de distribution : Universal Pictures (États-Unis), United International Pictures (France)
- Budget : 29 millions de dollars[1]
- Genre : action, comédie, thriller
- Pays d'origine :  États-Unis
- Format : 35 mm —  2.35:1 — Couleur (DeLuxe) — Son Dolby Surround
- Durée : 110 minutes
- Dates de sortie : 
  - États-Unis : 18 mai 1990
  - France : 12 septembre 1990

## Distribution
- Mel Gibson (VF : Jacques Frantz) : Rick Jarmin
- Goldie Hawn (VF : Monique Thierry) : Marianne Graves
- David Carradine (VF : Marc De Georgi) : Eugene Sorenson
- Bill Duke (VF : Michel Vigné) : Albert Diggs
- Stephen Tobolowsky (VF : Edgar Givry) : Joe Weyburn
- Joan Severance (VF : Pauline Larrieu) : Rachel Varney
- Harry Caesar (VF : Georges Atlas) : Marvin
- Jeff Corey (VF : Raymond Baillet) : Lou Baird
- Alex Bruhanski (VF : Georges Berthomieu) : Raun
- John Pyper-Ferguson (VF : Thierry Ragueneau) : Jamie
- Christopher Judge (VF : Daniel Beretta) : un policier au café

## Production
Kurt Russell devait initialement incarner Rick Jarmin et ainsi partager l'affiche avec sa véritable compagne Goldie Hawn. Cependant, il est à l'époque engagé sur Tango et Cash avec Sylvester Stallone, tourné au même moment. Kurt Russell suggère alors d'engager Mel Gibson avec lequel il a tourné Tequila Sunrise (1988).
Le tournage a lieu au Canada en Colombie-Britannique (Vancouver, North Vancouver, Maple Ridge, Victoria, New Westminster, Ashcroft, Langley). Seules quelques scènes sont réellement tournées à Détroit. La production utilise notamment les Bridge Studios de Vancouver notamment un immense décor de zoo sur un gigantesque plateau de 25 mètres de large par plus de 100 mètres de long.

## Bande originale
- Bird on a Wire par les Neville Brothers
- Blowin' in the Wind par Bob Dylan
- Ramblin' Man par The Allman Brothers Band
- Get Your Face Off My Gas par Luis Jardim
- Fantan Fandango par Luis Jardim
- Aquarius (non crédité au générique)

## Accueil
Le film connait un joli succès dans le monde. Il est le 16e meilleur film au box-office 1990 au Canada et aux États-Unis.
| Pays ou région    | Box-office      | Date d'arrêt du box-office | Nombre de semaines |
| ----------------- | --------------- | -------------------------- | ------------------ |
| États-Unis Canada | 70 978 012 $    | 19 juillet 1990            | 9                  |
| France            | 787 034 entrées | -                          | -                  |
| Total mondial     | 138 697 012 $   | -                          | -                  |

## Commentaire
Le film est le dernier à utiliser le logo d'Universal Pictures de 1963. Il sera ensuite uniquement utilisé pour donner un côté « rétro » au film de Quentin Tarantino Inglourious Basterds (2009).